# Ambattur
Ambattur là một thành phố và khu đô thị của quận Thiruvallur thuộc bang Tamil Nadu, Ấn Độ.

## Địa lý
Ambattur có vị trí 13°06′B 80°10′Đ / 13,1°B 80,16°Đ Nó có độ cao trung bình là 17 mét (55 feet).

## Nhân khẩu
Theo điều tra dân số năm 2001 của Ấn Độ, Ambattur có dân số 302.492 người. Phái nam chiếm 52% tổng số dân và phái nữ chiếm 48%. Ambattur có tỷ lệ 70% biết đọc biết viết, cao hơn tỷ lệ trung bình toàn quốc là 59,5%: tỷ lệ cho phái nam là 73%, và tỷ lệ cho phái nữ là 66%. Tại Ambattur, 10% dân số nhỏ hơn 6 tuổi.